# Lustrochernes andinus
Lustrochernes andinus är en spindeldjursart som beskrevs av Beier 1959. Lustrochernes andinus ingår i släktet Lustrochernes och familjen blindklokrypare. Inga underarter finns listade i Catalogue of Life.